# Georg Steinmeyer
Heinrich Georg Wilhelm Steinmeyer (* 15. Februar 1816 in Oesdorf; † 9. Dezember 1888 ebenda) war ein deutscher Beamter und Politiker.

## Leben
Steinmeyers Vater war der Gastwirt Georg Steinmeyer, seine Mutter war Dorothea Sophie Henriette, geb. Göke (1787–1861). Steinmeyer wurde 1834 Amtsschreiber in Pyrmont. 1850 wurde er dort Gerichtsvollzieher beim Kreisgericht und 1852 Kreisschreiber. 1855 wurde er zum Administrator der Saline und des Salinenbadehauses ernannt. 1882 wurde er zum Rechnungsrat ernannt und pensioniert.
Von 1849 bis 1850 war er Abgeordneter im Landtag des Fürstentums Waldeck-Pyrmont. Er wurde im XIV. Wahlkreis gewählt. Von 1852 bis 1854 und von 1884 bis 1887 (nun für den Wahlkreis Pyrmont) war er erneut Landtagsabgeordneter. Daneben war er in den Jahren 1849 bis 1850 und von 1853 bis 1854 Abgeordneter im Spezial-Landtag für das Fürstentum Pyrmont. 
Steinmeyer heiratete am 26. Dezember 1837 in Oesdorf in erster Ehe Henriette Wilhelmine Christiane Schlingmann (1811–1840). Am 4. November 1841 heiratete er in Oesdorf in zweiter Ehe Emilie Christine Louise Gropengießer aus Einbeck (1822–1904).